# 老山战役
老山战役，越南方面称之为渭川战役或北光计划，是中国人民解放军陆军与越南人民军之间围绕老山控制权进行的大规模会战解放军于1984年4月发动大规模攻势取胜并夺取老山主峰，随后成功抵挡住越南人民军更大规模的攻势，完成作战目标。
此战也是截至2024年，中国人民解放军最后一次经历的师级以上规模的作战行动，也是中越两国之间自1979年中越战争结束以来规模最大，烈度和血腥程度最高的冲突。

## 背景

### 中越边境冲突
1979年中越战争后，越南军队陆续控制了老山、者阴山等阵地，驅逐當地中國人，并在老山建立了四个军事据点区，在者阴山修建1250高地和1052.4高地防御工事。并以此为基地，于1979年3月至1984年3月，向中国麻栗坡县内发射炮弹两万余发，打死打伤中国平民300多人。
1979年中越战争结束后，越南又在中越边境與解放軍發生数千次衝突，解放军消滅越军1800余人。1980年10月至1981年5月，昆明军区司令员张铚秀奉命率领昆明军区解放军对攻入云南省罗家坪大山和扣林山的越军进行还击，解放军收复罗家坪大山和扣林山，消滅越军1,000余名。
1980年1月，越南当局派遣337师52团一部占领法卡山，並向中国边境开枪开炮．并派遣特工人员攻擊中国边境前沿哨所阵地。截至1981年4月止，越南军警特工在中国边境與中方人員發生39起衝突，发射枪弹2300余发，枪杀中国边民，破坏民房，使得群众流离失所。中方决定对法卡山地区的越军采取行动，試圖将法卡山地区的越军驅逐並控制法卡山。参战部队为陆军广西壮族自治区边防第3师第9团。最终广西边防部队成功占领法卡山。

### 越军占领老山
越军仍然占领了位于云南文山州麻栗坡县以南的中越边境交界处的老山、者阴山一线骑线点，并在此处修筑工事、埋设地雷，试图把这片山脉修建成向中国境内进一步入侵的跳板。老山海拔1422米，地形险要，无论向南还是向北，都可以俯瞰中越两国边境内纵深数十公里的区域，因此其对对峙的中越两军来说都具有一定的战略意义。此外，越南人民军以钢筋混凝土地堡为核心，以坑道、掩蔽部、交通壕为骨架，构建了十分完备的立体防御工事，用轻重机枪、无后坐力炮、迫击炮、火箭筒等形成交叉火力点，外围设置大批重叠多层雷场、陷阱带、防步兵战壕和铁丝网。

### 战前态势
根据14军军部的安排，决心以40师的118团作为主攻老山主峰部队，以119团作为主攻松毛岭阵地的部队，以“牛刀杀鸡”的决心一举歼灭盘踞在老山地区之敌。118团的作战计划是：由2营、3营从左右两翼实施正面进攻，1营迂回绕后从侧后方实施进攻，割裂敌人防御体系，最终向心突破，粉碎守敌。而进攻松毛岭的119团则仅出动了2个营的兵力攻击主峰662.6高地及周围7个高地，以3营作为预备队准备后续的防御作战。但是，进攻老山的方案已在越方高层的预料之中，由于越军长期向解放军学习，大批中高级军官都在解放军的军校深造，他们对解放军的作战风格十分熟悉，因此事先预估了解放军可能的穿插路线，并埋伏了各种火力。
与此同时，昆明军区指派陆军第11军第31师负责夺取者阴山。
这也是中国人民解放军自1979年后首次直接将甲种陆军师与炮兵师投入与越南的边境冲突。

## 过程

### 战前火力准备（4月2日-28日）
解放军将计划分为两部分，地面进攻老山主峰的行动被称为一四工程，炮火覆盖和夺取者阴山的行动被称为一七工程。在1984年4月2日至27日之间，解放军在中国南部边境地区进行了自1979年中越战争以来规模最大的火炮弹幕覆盖，在整个火力准备期间向越南谅山省、高平省的16个地区共发射了60,000发炮弹（不包括迫击炮、无后坐力炮）。共有256门重型火炮（不包括迫击炮、无后坐力炮）瞄准了414个目标且打击效果良好。与此同时，解放军还让数个营级分队对越军进行佯攻，以将越军引入开阔地带被炮击后迅速后撤。起初，美国情报认为这是解放军的进攻被越军击退。但根据战后解放军的战史显示，这些佯攻的意义更多是为了掩人耳目，让越军无法判断解放军的战略目的，且佯攻的规模并没有美国情报所写的那么大。在这其中，规模最大的佯攻发生在谅山省和友谊关附近。
与此同时，自4月2日起中国人民解放军就开始对老山地区进行了密集的炮火准备。开始火力准备当日，炮兵第4师5团2连观察所发现越军313师457炮团加农炮12营发射阵地，3营7、8连进行压制性射击，据战后越军自称，被击毙越军20余人，击毁85加农炮11门，汽车11辆，冲锋枪11支，电台5部，诱使越军炮弹1060发殉爆。战后中央军委授予8连“老山神炮连”，昆明军区授予2连观察所“老山英雄观察所”称号，7连荣立集体二等功。8连与7连密切协同，仅用8分钟歼灭一个越军85加农炮营。

### 解放军发起进攻（“一四工程”，4月28日-5月15日）
1984年4月28日凌晨5点56分，老山一带已经下了几天的大雨，天黑路滑，但40师仍按照预定计划向越军防守的阵地实施炮火准备。随后，负责进攻老山主峰的118团3营7、8、9连硬生生从越军密布的雷场、铁丝网中间开辟了一条通道，打垮了56号高地上的越南守备部队。还没有等越军从炮火准备的震惊中反应过来，解放军8连2排的战士已经冲向了54号高地，此时，越军后方的炮兵和重机枪开始拦阻射击，部队遭敌火力压制，一时冲不过去。在解放军步兵的呼叫下，3营属迫击炮和重机枪对敌实施反压制，但战况依然胶着，两军拼死厮杀，胜负难分。后面通往老山主峰的高地一个比一个难打，向50号高地进攻的9连虽然奋勇进攻，但连续受挫，2排长负重伤，此时越军的高射机枪向被压在一个凹地里的2排疯狂扫射。在关键时刻，4班长史光柱挺身而出代理排长职责，率4班掩护5班撤下来，重新组织部队向敌阵进攻。一分钟后，冲在最前面的史光柱在距离敌防线不到十米处触雷，左眼被碎片削出眼眶，右眼严重烧伤失明，战友要给他包扎，他硬是把眼球塞回眼眶，推开战友说：“快去拿下高地，向连长报告，火速增援我们！”随后昏迷。
此时，在50号和54号高地上的越军仗着老山主峰的火力掩护，不断地向118团进攻部队倾泻着火力。此时，8连5班长尹光忠临危受命，率全班从54号高地北侧小高地迂回，用竹竿荡上5米多高的绝壁，打死了越军两个重机枪手，随后在肉搏中又一连击毙三个越军，使得越军阵脚大乱。5班的解放军趁着尹光忠大显神威的机会，陆续攻上54号高地，仅用了十分钟时间就占据了54号高地。战后，尹光忠被中央军委授予“战斗英雄”荣誉称号。
上午10点半，8连的2个排与已经攻占53号高地的7连合兵一处，直插主峰。双方进行了惨烈的高地争夺战直到下午5点20分，主峰阵地上的越军才完全被肃清，解放军共击毙越军341人，俘虏越军7人，缴获枪支和军用物资一批，解放军也付出了巨大的伤亡代价。尤其1营在穿插途中就被越军发现，是冒着越军猛烈的炮火杀上主峰的，他们甚至在主峰背后的阵地上和越军进行了白刃战。
相比于在老山一线的血腥战斗，由张又侠指挥的119团只付出了少量伤亡代价便攻占了松毛岭，全歼越南人民军一个加强连。张又侠指挥119团主攻中部制高点松毛岭主峰662.6高地，采取了多点突破，断敌退路等战法，仅用七分钟占领662.6高地。随后指挥119团乘胜前推，2小时内相继攻克松毛岭地区的18个高地，为主攻部队夺取老山主峰扫清了障碍。4月29日到4月30日，张又侠又指挥119团继续发展进攻，经过战斗全部攻占了那拉地区各要点。
5月12日，解放军步兵第122团两个营，在41师炮兵火力的仅用62分钟就攻上八里河东山。此战共毙越军61名，伤43名，俘虏1名。缴获重机枪1挺，冲锋枪17支，40火箭筒5具，各种枪弹2万余发，炮弹610余发及军用物资一批。
直至5月15日，解放军完全控制了包括老山主峰在内的8个山头。随后解放军立刻部署工兵分队在这些山头与高地建设防御工事，以应对越军可能的反扑。

### 越军准备反攻与小规模冲突（5月15日-7月12日）

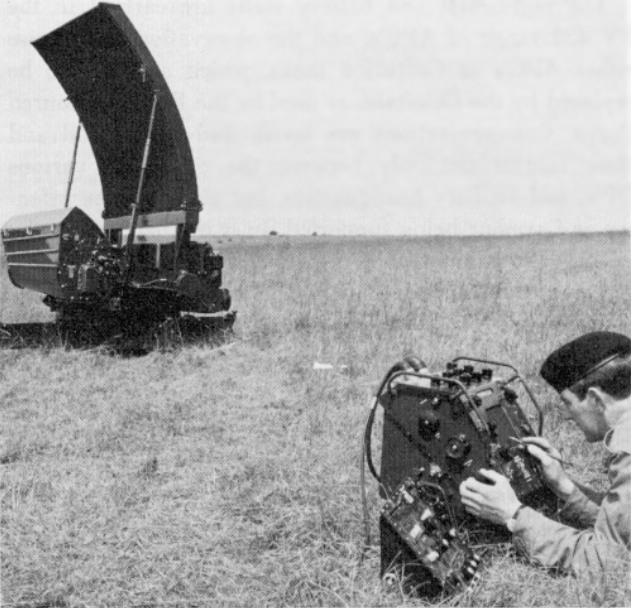
引进自英国的辛柏林雷达为中方在此战中取得胜利的重要因素之一

中国军队顺利攻克老山据点，引起越南共产党高层，包括总书记黎笋和国防部长文进勇的震惊。越南人民军第二军区司令武立中将下令，将第二军区五个主力师的战斗骨干全部调用，直指老山阵地最前线松毛岭。
6月11日早上，越军发动团级规模的试探性攻击，解放军在松毛岭、八里河防线均成功守住据点。下午，越军再次发动团级规模进攻，得益于解放军炮兵精准的射击，解放军再次将越军击退。随后双方转入炮战，解放军使用购自英国的辛柏林雷达得以精确定位越军炮兵位置并及时进行精确火炮反击。越军很快便落入下风，于6月22日被迫主动撤出炮战。
1984年6月19日，越军高层在河口省北光村召开会议，制定了意图夺回老山的“北光计划”，会议参与者包括来自苏联的顾问。随后，先前被部署于老山前线的第313师得到了兵员的补充，越南还从其他的部队中抽调优秀士兵加强给313师。这些调动的信息与情报均被解放军截获，解放军认为此时的越军兵力已经有足足6个团，2万余人。而包括美国空军战争学院教授张晓明在内的西方战史学家则普遍认为越军这时的实际兵力已高至30,000-40,000人。越军第二军区前指具体的作战任务分配是：
- 人民军步兵第149团进攻老山方向
- 876团和821特工团1个营进攻662.6高地（即松毛岭）方向
- 174团和198特工团1个营进攻那拉方向
- 141团和266团进攻八里河东山方向

为应对越军可能的大规模反扑。6月20日，解放军陆军第14军前线指挥部立刻调遣41师师部、123团等支援老山前线。并以119团配属师炮兵团等部队镇守662.6高地、那拉地区。张又侠改变了原先在33个高地平均分配兵力的状况，而将一一九团的主要兵力集中于那拉方向主要高地附近，以2个步兵营占领阵地，1个步兵营为第二梯队位于南榔、里头寨地区；团炮兵群配置在三转弯、那马西侧公路沿线，以重点守备，并仰仗步炮结合而成的防御体系。
7月5日，为了摧毁让越军饱受炮击之苦的辛柏林雷达，越南人民军第821特工团组成的一支突击队，袭击了解放军炮兵第四师的一台辛柏林雷达所在地，击毙解放军9人，击伤40人，越军自身死亡1人，9人负伤，在试图炸毁辛柏林雷达后撤退。这是备战反攻期间越军唯一一次出击成功的行动。但出于未知原因，越军的爆破并未取得成功，这台辛柏林雷达很快便再度投入作战。此次解放军的高伤亡惊动了邓小平，他随即指示云南前指部署更多的侦察单位。
此后越军在7月12日在八里河东山发起一波反击，122团2营作为唯一防守部队击退了越军15次进攻，毙伤越军492人。

### 松毛岭反攻（7月12日）
7月11日，越南人民军316师174团、312师141团、313师266团、356师149团、876团及198特工团、821特工团等部队，乘夜暗从清水口子方向秘密潜入老山地区，准备分五路向中国军队阵地发起加强师规模进攻，并派174团、876团分别主攻那拉、松毛岭。
越军副总参谋长黎玉贤和二军区司令武立坐镇河江，二军区副司令黎威密、副参谋长裴文胜率前指在谷怩督战。其余越军分布在南嘎、清水、八里河东山方向，计划在那拉地区打开突破口，逐次占领老山地区各阵地。
越军从6月下旬开始秘密渗透中方老山以东约5公里的松毛岭防线，计划在7月12日凌晨突然发动进攻，以绝对优势兵力消灭防守松毛岭的解放军，并相机夺取老山。在预感到越军将发动一次大规模反击的情况下，昆明军区先后部署炮兵第4师的12个炮兵营进驻老山，开始给解放军防御部队提供了强大的火力支援。7月12日凌晨2点半左右，已经集结完毕的越军打破无线电静默，其“准备进攻”的电报又正好被昆明军区前指所截获。
7月12日凌晨5时，越军的反攻开始，这是自1979年中越战争以来越军发动的规模最大的攻击。此战越军同时进攻解放军占据的8个高地，其中最精锐的1个特工团和1个步兵团则负责进攻松毛岭，试图围歼张又侠指挥的解放军陆军步兵119团。
凌晨5时，越南人民军174团的步兵分队首先接近一一九团在那拉地区的阵地前沿，战役响起。越军149团主力向150、169高地进攻，并偷袭142高地。同时，5时45分，越军876团的一个营向解放军119团2营控制的100号高地、622.6高地发动突袭。而876团另2个营进攻一一九团四连防守的634高地、11、138高地；张又侠的119团在松毛岭、那拉一线苦战越军精锐的2个团攻势。而越军此次攻势除主攻方向的松毛岭和那拉地区外，还有老山主峰和八里河东山方向。但因彼此之间缺乏协作，作战发动时间相差很大，促使越军战前预计的偷袭只能转为强攻，且因缺乏协同动作，使得解放军得以集中炮火封锁越军的进攻路线。因此，尽管越军拥有明显的人数优势，在解放军炮火密度与精确度的绝对优势下，越军的伤亡很快超出了可以承受的范围。
下午14时30分，第十四军前线指挥部判断越军攻击力大退，改为转入反击，命入夜前夺回169号、150号警戒阵地。16时30分，张又侠命令119团1连1排进至149号高地。17时20分，119团向169号高地实施急袭，并成功占领169号高地、150号高地。此役决定了解放军在老山战场的决定性胜利。
松毛岭反攻总共持续了18个小时后越军被击退。仅在这一天，越军便有3,000余人阵亡。

#### 142高地防御战
142高地是解放军步兵第119团最靠前的阵地，在松毛岭反攻中承受了巨大的压力。尽管解放军的火炮覆盖极其凶猛，部署在靠前位置的越军仍然以顽强的精神向解放军防御的松毛岭阵地发起突击。越军打算倚仗局部兵力优势，将分别据守在松毛岭高地上的解放军分割包围，在战斗最惨烈的142高地，越军2个加强连的兵力包围了119团8连3排代理排长李海欣率领的15名士兵。李海欣临危不惧，连续按响2枚定向地雷，炸倒了一大片越军。随后，越军向其投掷了一颗TNT炸药，由于身负重伤无力躲闪，炸药在李海欣头部附近爆炸，李海欣当场阵亡。
他牺牲后9班长杨国跃接替指挥，继续和数十倍于己的越军浴血奋战，最后15人中5人牺牲，5人重伤，4人轻伤，仅有1人可继续作战，但越军始终未能占领142高地，且从上午4点50分坚持到下午2点，9班连续击毙了104名越军，包括击毙了越军1名少校营长，击伤1名大尉副营长和1名上尉连长，最终在兄弟部队的配合下守住了142高地。战后，李海欣和杨国跃被中央军委追授“战斗英雄”荣誉称号，119团8连也获得昆明军区授予的“老山十五勇士连”的荣誉称号。此高地战后被命名为“李海欣高地”。

### 后续（7月12日-8月4日）
7月12日这一天的战斗一直持续到晚上8点多，越军虽然集结了相当的炮兵力量，但在解放军优势炮火的压制下始终无法给进攻部队提供有效的火力掩护，零星火炮往往才打出几发炮弹，就遭到解放军的辛柏林雷达的定位，很快解放军便发起了炮火反击。深夜时分，斗志已经崩溃的越军开始趁夜色掩护狼狈逃窜，此战越军遗弃在松毛岭阵地前沿的可以清点的尸体多达3800多具。而整个老山战役，解放军方面共298人负伤，在老山、八里河东山方向有651人阵亡。7月26日开始，四十师与调上来的第十一军三十二师逐步交接了防务，并以四十一师配属第十一军，仍在八里河东山地区进行防御。8月4日，第十四军前指率所属部队（欠四十一师）回撤至云南马关地区休整。

### 南京军区部队抵达
12月9日，解放军南京军区第1军、第12军36师以及来自北京、福州、沈阳、武汉军区的工程兵、汽车兵部队接替昆明军区部队实施在老山、者阴山前线的防御任务。8月4日起直至昆明军区被接替，没有越军再发动攻势的记录。

## 意义

### 人员
此战中有2名中国人民解放军指战员被俘，其中一名为时任14军40师118团1营2连副指导员（副连职）的汪斌，也是两山轮战期间唯一一名被俘的干部。被俘期间汪斌曾两次试图绝食自杀，一次试图越狱均失败。1990年1月19日，汪斌被越南释放回国，而在经历了5年8个月的囚犯生涯之后，汪斌的体重只有37公斤。而经过上级的审查之后，认为汪斌在被俘期间没有叛变，所以授予了他上尉军衔正连职待遇，后来汪斌于1993年初转业回乡。
越南方面，313师师长阮雄良在此次战斗失利后离开岗位，313师师长由杜清池接任，杜清池将负责313师对华作战直至1989年由裴尼乐接任。
此战是中越两山战役中规模最为宏大，最为血腥的战役。也是截止2022年，中国人民解放军经历的最后一场大规模会战。参加过众多大型战役的中央军委副主席叶剑英元帅在观看了此次战役的录像后也不禁感叹：“淮海战役后没见过这么多敌人尸体。”仅7月12日松毛岭一战越军遗弃在松毛岭阵地前沿的可以清点的尸体多达3800多具，但实际上由于许多越军士兵被炮火炸成碎块根本无法统计。
34岁的年轻的119团团长，中国人民解放军上将张宗逊之子张又侠表现出色，由于他指挥得当和战术合理，119团仅付出了较小的伤亡便攻上了松毛岭主峰，歼灭了更多的越军，并在防守战中表现出色。119团全团因此被中央军委授予集体一等功，而119团下属2个连同时获得“穿插”与“防御”的荣誉称号更是体现了其在此战役中能攻善守的特点。张又侠也从此成为备受栽培的解放军新一代年轻指挥员，最终于2011年晋升上将，与父亲张宗逊并称为“父子上将”，2017年张又侠当选中共中央政治局委员，现为中国共产党中央军事委员会副主席。

### 军事战术
解放军利用更加科学，现代化的炮兵技术以较小的伤亡完成了作战任务。而中国人民解放军的攻势也止步于此，进入战略防御阶段，并轮换各大军区部队驻守前线以达到练兵的目的。这一战给越军造成的士气打击是空前的，自老山战役与同期的者阴山战役结束后，越军再未发动师级规模以上攻势，但小规模袭扰一直没有停止，直至1993年中越关系正常化。
为了防御之前攻占的高地，解放军在老山方向部署了来自2个陆军师的3个步兵团、2个队属炮兵团与4个预备炮兵团。预备炮兵团则装备了59式130毫米加农炮、66式152毫米加榴炮、70式130毫米火箭炮，而步兵团则装备了56式85毫米加农炮和100毫米迫击炮。解放军其他使用的装备还包括夜视仪以及反炮兵雷达。这些装备使得解放军得以在黑夜之中精准定位正在休息或隐藏的越军士兵并火力覆盖之。美国空军战争学院教授张晓明认为，解放军得以取胜的另一个重要因素是其完善的后勤保障体系。这套体系使得超过120,000发炮弹得以从后方运往前线，结果导致解放军的炮兵部队可以在完全不用担心弹药耗尽的情况下向敌军射击。反之，尽管越南人民军也试图依仗炮兵火力，但他们并没有解放军这样的后勤保障体系，使得他们很快陷入了炮弹短缺。
此外，昆明军区紧急征调了民用车辆，将炮弹从建水燕子洞拉到119团炮群所在的三转弯、那马公路西侧支援战斗。结果，红河州、文山州接到消息的人员，但凡是有车的，不分公务车、送人的客车、拉货的卡车、企业的私车，全都一股脑涌到建水的炮弹仓库，然后直接冒着越军的炮火把几千吨的炮弹拉到解放军炮兵阵地上。一时间，公路上扔满了不要的货物和自己走路的客人，后来云南省政府要给司机们支付运费，并对造成的损失进行赔偿，结果几乎无人报名去领。
越南方面，曾在此戰中擔任313師副師長兼參謀長，後晉升為313師師長的裴尼樂總結了越軍在此戰役中失敗的原因，他列舉了3個理由：
1. 老山是边境线上的骑线点，前面没有防御阵地，一旦遭到攻击，主阵地就直接暴露在中国军队的威胁之下。
2. 缺乏防御纵深，从老山到清水河，很远的地方才有一个二线阵地。
3. 受制于山地地形，支援防守的手段受到限制。所以一旦中国军队集中力量直接攻击主阵地，就很容易失守。

## 战后被授予荣誉称号的个人与单位

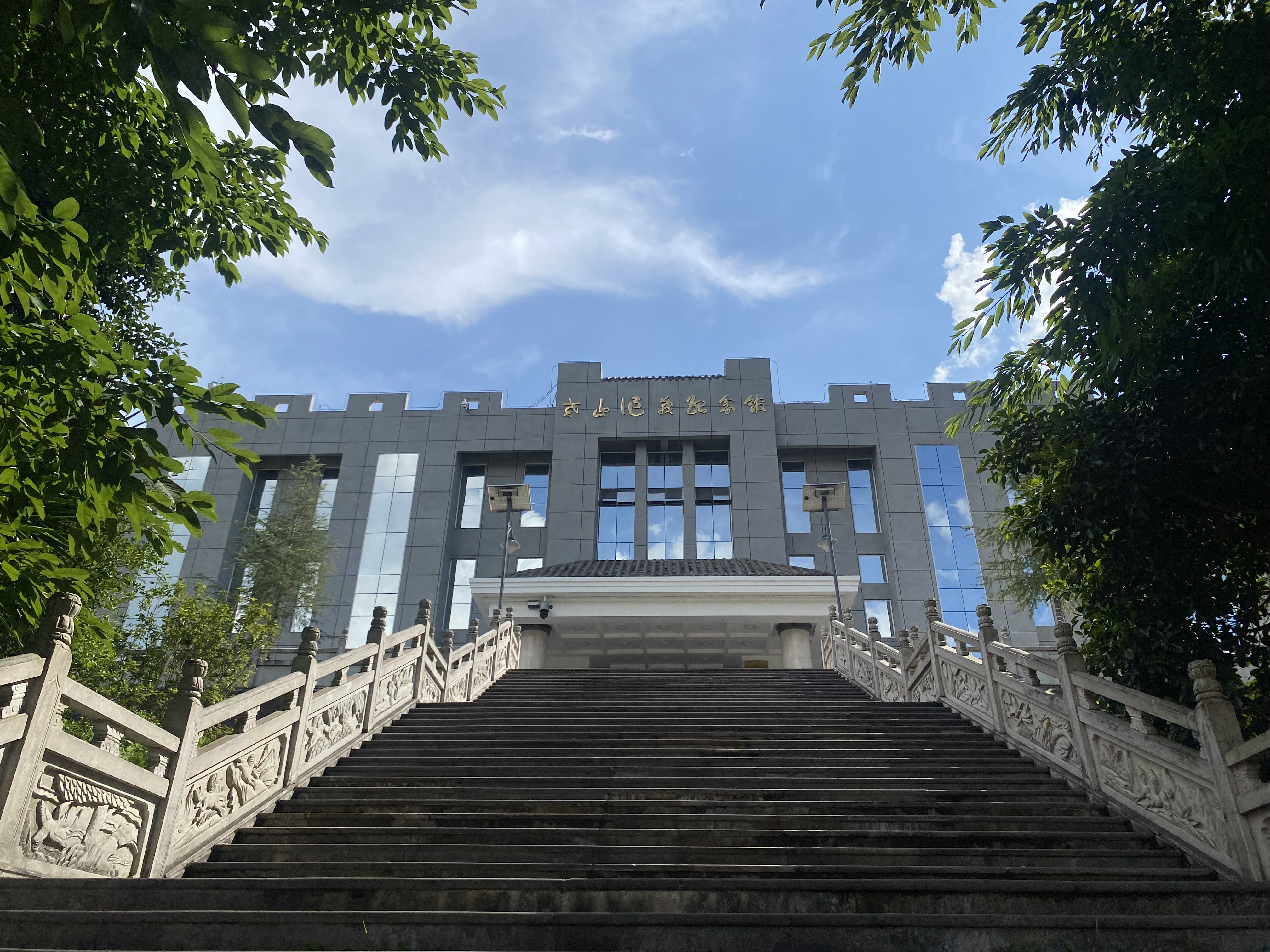
老山作战纪念馆 - 2023-07-20

### 个人
- 张大权：118团5连副连长，被中央军委追授“战斗英雄”荣誉称号
- 秦国富：119团2连3排排长，被中央军委授予“战斗英雄”荣誉称号
- 李海欣：119团8连3排代理排长，被中央军委追授“战斗英雄”荣誉称号
- 史光柱：118团9连4班班长，被中央军委授予“战斗英雄”荣誉称号
- 杨国跃：119团8连9班班长，被中央军委授予“战斗英雄”荣誉称号
- 尹光忠：118团8连4班班长，被中央军委授予“战斗英雄”荣誉称号
- 陈洪远：118团1连4班班长，被中央军委授予“孤胆英雄”荣誉称号
- 周忠烈：119团8连9班战士，被昆明军区追授“战斗英雄”荣誉称号

### 单位
- 英雄营：步兵第118团1营
- 老山英雄连：步兵第118团8连，原山西青年抗敌决死队第1纵队25团8连
- 老山穿插英雄连：步兵第119团4连
- 老山防御英雄连：步兵第119团7连
- 老山十五勇士连：步兵第119团8连
- 老山神炮连：炮兵第5团8连

## 脚注
1. ↑  40师炮兵团下属：
  - 榴弹炮营，12门54式122毫米榴弹炮

  - 火箭炮营，12门63式107毫米火箭炮

  - 加农炮营，18门56式85毫米加农炮
2. ↑  41师为乙种陆军师，炮兵团的火炮较甲种陆军师少了许多，只可组织起一个临时炮群
3. ↑  先前的罗家坪大山、扣林山与法卡山的冲突中，中方仅部署边防守备部队与乙种师
4. ↑  一说1个加强营又1个特工连[18]
5. ↑  解放军最开始认为越军阵亡1,800人左右，但之后根据截获的越军情报，解放军将这个数字提升到了“三千余”[21]
6. ↑  具体各团伤亡不详，从战况来看，118团的伤亡应占这其中的大部分
7. ↑  一说是被解职，一说是引咎辞职
8. ↑  118团将下属的3个步兵营全部投入进攻与穿插，相比之下，119团则一直留着1个营作为预备队

### 书籍
- Zhang, Xiaoming. . UNC Press Books. 2015  [2022-09-25]. ISBN 978-1-4696-2125-8. （原始内容存档于2023-03-13） （英语）.
- O'Dowd, Edward C. . Routledge. 2007  [2022-09-25]. ISBN 978-1-134-12267-7. （原始内容存档于2022-09-28） （英语）.
- Li, Xiaobing. . University Press of Kentucky. 2007  [2022-09-25]. ISBN 978-0-8131-7224-8. （原始内容存档于2023-04-10） （英语）.